# Giải vô địch bóng đá nữ U-19 thế giới 2002
Giải vô địch bóng đá nữ U-19 thế giới 2002 được tổ chức từ 17 tháng 8 tới 1 tháng 9 tại Canada. Đây là giải bóng đá nữ trẻ đầu tiên được FIFA tổ chức. Christine Sinclair của đội chủ nhà là người đoạt giải Quả bóng vàng dành cho cầu thủ xuất sắc nhất, cũng như là người nhận giải chiếc giày vàng với 10 bàn thắng ghi được.

## Các đội tham dự
| Liên đoàn                          | Vòng loại                                           | Đội                          |
| ---------------------------------- | --------------------------------------------------- | ---------------------------- |
| AFC (châu Á)                       | Giải vô địch bóng đá nữ U-16 châu Á 2002            | Nhật Bản · Đài Bắc Trung Hoa |
| CAF (châu Phi)                     | Giải vô địch bóng đá nữ U-19 châu Phi 2002          | Nigeria                      |
| CONCACAF (Bắc, Trung Mỹ và Caribe) | Chủ nhà                                             | Canada                       |
| CONCACAF (Bắc, Trung Mỹ và Caribe) | Vòng loại U-19 khu vực Bắc, Trung Mỹ và Caribe 2002 | Hoa Kỳ · México              |
| CONMEBOL (Nam Mỹ)                  | Do CONMEBOL chỉ định                                | Brasil                       |
| OFC (châu Đại Dương)               | Vòng loại U-19 khu vực châu Đại Dương 2002          | Úc                           |
| UEFA (châu Âu)                     | Giải vô địch bóng đá nữ U-19 châu Âu 2002           | Đức · Pháp · Đan Mạch · Anh  |

## Vòng bảng

#### Bảng A
| Đội      | Đ | Tr | T | H | B | BT | BB | HS |
| -------- | - | -- | - | - | - | -- | -- | -- |
| Canada   | 9 | 3  | 3 | 0 | 0 | 9  | 2  | +7 |
| Nhật Bản | 4 | 3  | 1 | 1 | 1 | 3  | 6  | −3 |
| Đan Mạch | 3 | 3  | 1 | 0 | 2 | 5  | 6  | −1 |
| Nigeria  | 1 | 3  | 0 | 1 | 2 | 2  | 5  | −3 |

| Canada                             | 3–2        | Đan Mạch                             |
| ---------------------------------- | ---------- | ------------------------------------ |
| Sinclair 15' · Rowe 68' · Lang 80' | (Chi tiết) | Rasmussen 51' · Stentoft-Herping 53' |

| Nigeria     | 1–1        | Nhật Bản |
| ----------- | ---------- | -------- |
| Iwuagwu 36' | (Chi tiết) | Sudo 26' |

| Đan Mạch           | 2–1        | Nigeria     |
| ------------------ | ---------- | ----------- |
| Rasmussen 28', 47' | (Chi tiết) | Oyewusi 76' |

| Nhật Bản | 0–4        | Canada                           |
| -------- | ---------- | -------------------------------- |
|          | (Chi tiết) | Sinclair 9', 45' · Lang 53', 69' |

| Đan Mạch  | 1–2        | Nhật Bản      |
| --------- | ---------- | ------------- |
| Jensen 5' | (Chi tiết) | Ohno 67', 73' |

| Nigeria | 0–2        | Canada                    |
| ------- | ---------- | ------------------------- |
|         | (Chi tiết) | Sinclair 25' (ph.đ.), 69' |

#### Bảng B
| Đội    | Đ | Tr | T | H | B | BT | BB | HS |
| ------ | - | -- | - | - | - | -- | -- | -- |
| Brasil | 9 | 3  | 3 | 0 | 0 | 10 | 3  | +7 |
| Đức    | 6 | 3  | 2 | 0 | 1 | 5  | 2  | +3 |
| Pháp   | 3 | 3  | 1 | 0 | 2 | 2  | 7  | −5 |
| México | 0 | 3  | 0 | 0 | 3 | 5  | 10 | −5 |

| Đức             | 2–0        | Pháp |
| --------------- | ---------- | ---- |
| Mittag 39', 90' | (Chi tiết) |      |

| México                                      | 3–5        | Brasil                                                       |
| ------------------------------------------- | ---------- | ------------------------------------------------------------ |
| Rico 8' (ph.đ.) · Worbis 66' · Martinez 74' | (Chi tiết) | Daniela 6', 14' · Tatiana 30' · Kelly 60' · Renata Costa 65' |

| Pháp                  | 2–1        | México     |
| --------------------- | ---------- | ---------- |
| Ramos 21' · Abily 39' | (Chi tiết) | Worbis 15' |

| Brasil    | 1–0        | Đức |
| --------- | ---------- | --- |
| Kelly 60' | (Chi tiết) |     |

| Pháp | 0–4        | Brasil                             |
| ---- | ---------- | ---------------------------------- |
|      | (Chi tiết) | Marta 4', 63', 73' · Cristiane 62' |

| México     | 1–3        | Đức                                   |
| ---------- | ---------- | ------------------------------------- |
| Worbis 24' | (Chi tiết) | Müller 33' · Brendel 61' · Mittag 86' |

#### Bảng C
| Đội               | Đ | Tr | T | H | B | BT | BB | HS  |
| ----------------- | - | -- | - | - | - | -- | -- | --- |
| Hoa Kỳ            | 9 | 3  | 3 | 0 | 0 | 15 | 1  | +14 |
| Úc                | 4 | 3  | 1 | 1 | 1 | 5  | 5  | 0   |
| Anh               | 4 | 3  | 1 | 1 | 1 | 5  | 5  | 0   |
| Đài Bắc Trung Hoa | 0 | 3  | 0 | 0 | 3 | 1  | 15 | −14 |

| Hoa Kỳ                                                     | 5–1        | Anh      |
| ---------------------------------------------------------- | ---------- | -------- |
| Tarpley 37' · Osborne 39' · O'Reilly 44' · Wilson 64', 74' | (Chi tiết) | Ward 47' |

| Đài Bắc Trung Hoa | 1–5        | Úc                                                        |
| ----------------- | ---------- | --------------------------------------------------------- |
| Lư Yến Linh 84'   | (Chi tiết) | Crawford 30', 78' · Neilson 38' · Cannuli 85' · Harch 87' |

| Anh                                      | 4–0        | Đài Bắc Trung Hoa |
| ---------------------------------------- | ---------- | ----------------- |
| Maggs 20' · Hickmott 26' · Ward 47', 85' | (Chi tiết) |                   |

| Úc | 0–4        | Hoa Kỳ                                       |
| -- | ---------- | -------------------------------------------- |
|    | (Chi tiết) | Wilson 14', 79' · Osborne 74' · O'Reilly 81' |

| Anh | 0–0        | Úc |
| --- | ---------- | -- |
|     | (Chi tiết) |    |

| Đài Bắc Trung Hoa | 0–6        | Hoa Kỳ                                                                        |
| ----------------- | ---------- | ----------------------------------------------------------------------------- |
|                   | (Chi tiết) | Kakadelas 3' · Tarpley 10', 43' · Buehler 34' (ph.đ.) · Hanks 48' · Ebner 59' |

## Vòng đấu loại trực tiếp
Giờ thi đấu là giờ địa phương.

### Sơ đồ tóm tắt
|  | Tứ kết                 | Tứ kết                |                       |       | Bán kết       | Bán kết       |  |  | Chung kết | Chung kết |
|  |                        |                       |                       |       |               |               |  |  |           |           |
|  | 24 tháng 8 – Vancouver |                       |                       |       |               |               |  |  |           |           |
|  |                        |                       |                       |       |               |               |  |  |           |           |
|  | Brasil (b.t.v.)        | 4                     |                       |       |               |               |  |  |           |           |
|  | Brasil (b.t.v.)        | 4                     | 29 tháng 8 – Edmonton |       |               |               |  |  |           |           |
|  | Úc                     | 3                     |                       |       |               |               |  |  |           |           |
|  | Úc                     | 3                     | Brasil                | 1 (3) |               |               |  |  |           |           |
|  | 25 tháng 8 – Edmonton  |                       | Brasil                | 1 (3) |               |               |  |  |           |           |
|  |                        | Canada (p)            | 1 (4)                 |       |               |               |  |  |           |           |
|  | Canada                 | Canada (p)            | 1 (4)                 | 6     |               |               |  |  |           |           |
|  | Canada                 |                       | 1 tháng 9 – Edmonton  | 6     |               |               |  |  |           |           |
|  | Anh                    | 2                     |                       |       |               |               |  |  |           |           |
|  | Anh                    | 2                     | Canada                | 0     |               |               |  |  |           |           |
|  | 25 tháng 8 – Victoria  |                       | Canada                | 0     |               |               |  |  |           |           |
|  |                        | Hoa Kỳ (b.t.v.)       | 1                     |       |               |               |  |  |           |           |
|  | Hoa Kỳ                 | Hoa Kỳ (b.t.v.)       | 1                     | 6     |               |               |  |  |           |           |
|  | Hoa Kỳ                 | 29 tháng 8 – Edmonton |                       | 6     |               |               |  |  |           |           |
|  | Đan Mạch               | 0                     |                       |       |               |               |  |  |           |           |
|  | Đan Mạch               | 0                     | Hoa Kỳ                | 4     |               |               |  |  |           |           |
|  | 25 tháng 8 – Edmonton  |                       | Hoa Kỳ                | 4     |               |               |  |  |           |           |
|  |                        | Đức                   | 1                     |       | Tranh hạng ba | Tranh hạng ba |  |  |           |           |
|  | Nhật Bản               | Đức                   | 1                     | 1     | Tranh hạng ba | Tranh hạng ba |  |  |           |           |
|  | Nhật Bản               |                       | 1 tháng 9 – Edmonton  | 1     |               |               |  |  |           |           |
|  | Đức (b.t.v.)           | 2                     |                       |       |               |               |  |  |           |           |
|  | Đức (b.t.v.)           | 2                     | Brasil                | 1 (3) |               |               |  |  |           |           |
|  |                        |                       |                       |       |               |               |  |  |           |           |
|  | Đức (p)                | 1 (4)                 |                       |       |               |               |  |  |           |           |
|  | Đức (p)                | 1 (4)                 |                       |       |               |               |  |  |           |           |

### Tứ kết
| Brasil                                   | 4–3 (s.h.p.) | Úc                                              |
| ---------------------------------------- | ------------ | ----------------------------------------------- |
| Marta 4', 45' · Kelly 42' · Daniela 100' | (Chi tiết)   | Reuter 34' · Crawford 51' · Kuralay 59' (ph.đ.) |

| Canada                                               | 6–2        | Anh                      |
| ---------------------------------------------------- | ---------- | ------------------------ |
| Sinclair 5', 36', 52', 90+1', 90+3' · Thorlakson 45' | (Chi tiết) | Maggs 65' · Westwood 80' |

| Nhật Bản | 1–2 (s.h.p.) | Đức                 |
| -------- | ------------ | ------------------- |
| Ohno 44' | (Chi tiết)   | Bresonik 90+3', 94' |

| Hoa Kỳ                                                 | 6–0        | Đan Mạch |
| ------------------------------------------------------ | ---------- | -------- |
| O'Reilly 11', 27' · Wilson 23', 47', 68' · Tarpley 57' | (Chi tiết) |          |

### Bán kết
| Brasil                                    | 1–1 (s.h.p.) | Canada                                          |
| ----------------------------------------- | ------------ | ----------------------------------------------- |
| Marta 45+1'                               | (Chi tiết)   | Rustad 69'                                      |
| Loạt sút luân lưu                         |              |                                                 |
| Ariana · Daniela · Marta · Daiane · Kelly | 3–4          | Andrews · Lang · Sinclair · Chapman · Vermeulen |

| Hoa Kỳ                                    | 4–1        | Đức          |
| ----------------------------------------- | ---------- | ------------ |
| Tarpley 28' · Wilson 30', 45' · Oakes 86' | (Chi tiết) | Bresonik 16' |

### Tranh hạng ba
| Brasil                                                 | 1–1        | Đức                                             |
| ------------------------------------------------------ | ---------- | ----------------------------------------------- |
| Cristiane 33'                                          | (Chi tiết) | Bachor 49'                                      |
| Loạt sút luân lưu                                      |            |                                                 |
| Daniela · Marta · Renata Costa · Daiane · Renata Diniz | 3–4        | Sabel · Odebrecht · Guenther · Bresonik · Zietz |

### Chung kết
| Canada | 0–1 (s.h.p.) | Hoa Kỳ       |
| ------ | ------------ | ------------ |
|        | (Chi tiết)   | Tarpley 109' |

## Giải thưởng
| Chiếc giày vàng    | Quả bóng vàng      | Giải phong cách |
| ------------------ | ------------------ | --------------- |
| Christine Sinclair | Christine Sinclair | Nhật Bản        |

### Đội hình tiêu biểu
| Thủ môn                   | Hậu vệ                                           | Tiền vệ                                                                     | Tiền đạo                                                               |
| ------------------------- | ------------------------------------------------ | --------------------------------------------------------------------------- | ---------------------------------------------------------------------- |
| Erin McLeod Fukumoto Miho | Daiane Candace Chapman Jessica Wright Jill Oakes | Daniela Carmelina Moscato Johanna Rasmussen Linda Bresonik Ifeanyi Chiejine | Marta Christine Sinclair Heather O'Reilly Lindsay Tarpley Kelly Wilson |

## Cầu thủ ghi bàn
| 10 bàn - Christine Sinclair 9 bàn - Kelly Wilson 6 bàn - Marta - Lindsay Tarpley 4 bàn - Heather O'Reilly 3 bàn - Daniela - Kelly - Kara Lang - Johanna Rasmussen - Linda Bresonik - Anja Mittag - Guadalupe Worbis - Ohno Shinobu - Hayley Crawford 2 bàn - Ellen Maggs - Katy Ward - Cristiane - Leslie Osborne 1 bàn - Michelle Hickmott - Emily Westwood - Renata Costa - Tatiana - Michelle Rowe - Clare Rustad - Katie Thorlakson - Sandra Jensen - Marie Stentoft-Herping - Isabell Bachor - Annelie Brendel - Barbara Müller - Rachel Buehler - Stephanie Ebner - Kerri Hanks - Megan Kakadelas - Jill Oakes - Lisette Martinez - Michell Rico - Sudo Akiko - Akudo Iwuagwu - Olushola Oyewusi - Camille Abily - Elodie Ramos - Lư Yến Linh - Catherine Cannuli - Lana Harch - Selin Kuralay - Amber Neilson - Karla Reuter |